# Höljetjärnen
Höljetjärnen är en sjö i Malung-Sälens kommun i Dalarna och ingår i Dalälvens huvudavrinningsområde. Sjön har en area på 0,0524 kvadratkilometer och ligger 397,3 meter över havet.

## Delavrinningsområde
Höljetjärnen ingår i det delavrinningsområde (681024-135179) som SMHI kallar för Ovan Älgforsbäcken. Medelhöjden är 418 meter över havet och ytan är 0,88 kvadratkilometer. Räknas de 4 avrinningsområdena uppströms in blir den ackumulerade arean 67,46 kvadratkilometer. Storhöljan som avvattnar avrinningsområdet har biflödesordning 4, vilket innebär att vattnet flödar genom totalt 4 vattendrag innan det når havet efter 481 kilometer. Avrinningsområdet består mestadels av skog (59 procent).